# 2-Нитрохлорбензол
2-Нитрохлорбензо́л (орто-нитрохлорбензо́л, о-нитрохлорбензо́л, ОНХБ, 2-НХБ) — органическое вещество с формулой C6H4ClNO2, образующее моноклинные игольчатые кристаллы от светло-жёлтого до жёлтого цвета.
В промышленности получается нитрованием хлорбензола. Применяется как сырьё для синтеза некоторых красителей и полупродуктов для фармацевтической промышленности.
Сильный гемо- и нейротоксин.

## Физические свойства
2-Нитрохлорбензол при нормальных условиях образует моноклинные кристаллы от светло-жёлтого до жёлтого цвета. Относительная плотность равна 1,305. Чистый 2-нитрохлорбензол плавится при 32 °С, но если присутствует примесь 4-нитрохлорбензола, то температура плавления падает по 0,5 °С на 1 % 4-нитрохлобензола. Смесь изомеров, содержащая 66,9 % 4-нитрохлобензола и 33,1 % 2-нитрохлорбензола образует эвтектику с температурой плавления 14,65 °С. Температура кипения 2-нитрохлорбензола при нормальном давлении равна 245,5 °C, при 8 мм рт. ст. падает до 119 °C.
Практически не растворим в воде, очень хорошо растворим в ацетоне, пиридине, также растворим в толуоле, метаноле, четырёххлористом углероде, диэтиловом эфире, бензоле, этаноле и хлорбензоле.

## Химические свойства
Наличие нитрогруппы в бензольном кольце облегчает протекание реакций нуклеофильного замещения, но не настолько, чтобы, например, легко заместить атом хлора водным раствором щёлочи при нормальном давлении. При более жёстких условиях реакция всё же идёт с образованием 2-нитрофенола:
При взаимодействии 2-нитрохлорбензола с 80—90 % водным раствором метанола при 95—110 °С в течение 4—8 часов в присутствии воздуха или кислорода и щёлочи в промышленности получают 2-нитроанизол:
Из 2-нитрохлорбензола получают 2-нитроанилин нагреванием при температуре 170—200 °С с водным 30—34 % раствором аммиака при давлении 30—40 атм.:
При восстановлении чугунной стружкой в присутствии хлористого железа образуется 2-хлоранилин:
При восстановлении же 2-нитрохлорбензола цинковой пылью в щелочной среде получается 2,2'-дихлоргидрабензол:
При взаимодействии 2-нитрохлорбензола с дисульфидом натрия образуется 2,2'-нитродифенилдисульфид, используемый для синтеза ортаниловой кислоты:
При сульфировании 2-нитрохлорбензола образуется 3-нитро-4-хлорбензолсульфокислота:
Аналогично при сульфохлорировании 2-нитрохлорбензола образуется 3-нитро-4-хлорбензолсульфохлорид:

## Определение
2-Нитрохлорбензол определяют, восстанавливая нитрогруппу до аминогруппы с последующим диазотированием. В качестве восстановителя может использоваться цинковая пыль, а в качестве индикатора — йодкрахмальная бумага. Также существует метод определения 2-нитрохлорбензола при помощи газовой хроматографии.

## Синтез

### Лабораторное получение
В лаборатории 2-нитрохлорбензол можно получить нитрованием хлорбензола ацетилнитратом. В этом случае, однако, образуется не только 2-нитрохлорбензол, но и его изомеры:
Также существует способ получения 2-нитрохлорбензола из 2-нитроанилина:

### Промышленное производство
В промышленности 2-нитрохлорбензол также получают нитрованием хлорбензола с образованием смеси изомеров, содержащей 60—63 % 4-нитрохлобензола, 37—40 % 2-нитрохлорбензола и следы 3-нитрохлорбензола, однако для нитрования применяют нитрующие смеси или смеси нитратов щелочных металлов с серной кислотой. Нитрование осуществляют при 20—35 °С, добавляя нитрующую смесь небольшими порциями. При более низких температурах в опасном количестве образуется азотная кислота, а при более высоких увеличивается образование нецелевого продукта — 2,4-динитрохлорбензола. После добавления всей нитрующей смеси при постоянном перемешивании температуру поднимают до 45 °С. Образовавшуюся смесь изомеров отстаивают, отделяют от остальной массы и нейтрализуют 5—10 % раствором карбоната натрия.
2-Нитрохлорбензол и 4-нитрохлорбензол трудно разделяются кристаллизацией и ректификацией. При охлаждении смеси до 16 °С и последующего фильтрования нельзя выделить более половины 4-нитрохлорбензола. Для более полного разделения после фильтрования смесь подвергают фракционированию в ректификационной колонне. Изомеры нитрохлорбензола можно также разделить нитрованием смеси изомеров при 60—100 °С, при этом 2-нитрохлорбензол превращается в 2,4-динитрохлорбензол, а 4-нитрохлорбензол нитруется слабо.

## Применение
2-Нитрохлорбензол используется как сырьё для синтеза некоторых красителей и полупродуктов для фармацевтической промышленности. В частности из него получают 2-хлорбензидин, 2-нитроанизол, 2-фенилендиамин, 4,6-дихлор-2-нитроанилин, 2-аминоанизол, 1,2-Дихлорбензол. Кроме того, он используется при производстве диазолей, дисперсных красителей, пигментов. Также применяется в качестве антивуалирующего агента в фотографии.

## Токсичность
2-Нитрохлорбензол — ядовитое вещество; ПДК в воздухе 1 мг/м3. Cильный гемо- и нейротоксин. По токсическому действию похож на нитробензол, в том числе, например, может вызывать токсидермию. При вдыхании или проглатывании вызывает посинение губ, ногтей и кожи, головную боль, головокружение, тошноту, судороги, потерю сознания,
возможен летальный исход.
Достоверных данных о канцерогенности 2-нитрохлорбензола не обнаружено.